# Û
Û, û یا U ِ هشتک‌دار یکی از حروف الفبای الفبای فرانسوی، ترکی استانبولی، کردی و فریولی است. 

## کاربردها
- در فرانسوی، Û آوای U را تغییر نمی‌دهد. کاربرد این حرف در زبان یادشده گاه تفکیک میان هم‌نگاره]‌هاست، مانند jeune به معنای جوان و jeûne به معنای چابک.
- در فریولی این حرف نشان‌دهندهٔ آوای  /uː/ ست.
- در الفبای کردی لاتین کرمانجی، این حرف نشان‌دهندهٔ  آوای /ʉ/ است.
- در ترکی استانبولی این حرف نشان‌دهندهٔ آن است که همخوان پیش از u کامی‌شده است.
- در الفبای اسپرانتو ، این حرف نشان‌دهندهٔ آوای /نیم واو/ است و معادل W است. مانند :Ferdowsi

## منبع
Wikipedia contributors, "Û," Wikipedia, The Free Encyclopedia, http://en.wikipedia.org/w/index.php?title=%C3%9B&oldid=603630471 (accessed June 18, 2014). 